# Phân cấp hành chính Cộng hòa Dân chủ Đức
Phân cấp hành chính của Cộng hòa Dân chủ Đức bao gồm hai hình thức khác nhau. Chế độ Cộng hòa ban đầu truy trì cách phân cấp truyền thống trước đó của nước Đức là bang Länder, nhưng đến năm 1952, chúng đã bị thay thế bằng các Bezirke (có thể dịch thành tỉnh). Ngay trước khi tái thống nhất nước Đức vào năm 1990, các Länder trước đây đã được phục hồi, song chúng chỉ được tái tổ chức trên thực tế sau khi nước CHDC Đức không còn tồn tại.

## Phân thành bang

### Bối cảnh

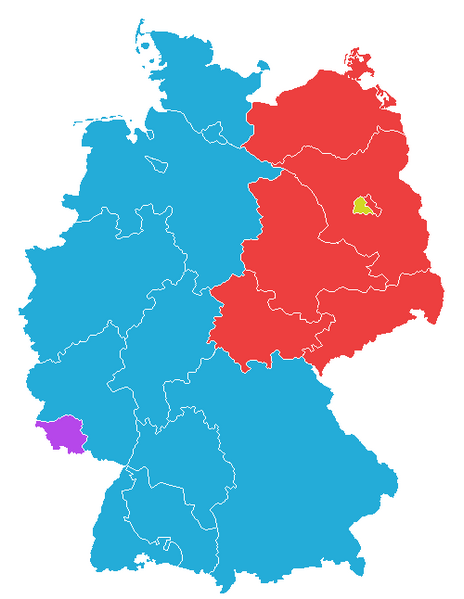
CHDC Đức, màu đỏ, ban đầu phân chia thành Länder.

Sau thất bại trong Chiến tranh thế giới thứ hai vào năm 1945, Đức bị Hoa Kỳ, Anh Quốc, Pháp và Liên Xô chiếm đóng. Cả bốn thế lực, trong khu vực chiếm đóng của mình, đã tái tổ chức đời sống chính trị bằng cách phục hồi các bang, là các bộ phận cấu thành của nước Đức, mặc dù ranh giới của các thực thể này đã được điều chỉnh và các thực thể mới đã được tạo ra để hình hành các lãnh thổ dính liền với nhau, ngăn chặn tình trạng vụn vặt và phù hợp với ranh giới của vùng chiếm đóng. Bang Phổ (Preußen) có lãnh thổ trải rộng trên cả bốn vùng chiếm đóng và bao gồm hai phần ba nước Đức, đã giải thể vào năm 1947.
Berlin có tình trạng đặc biệt, bốn cường quốc chia nhau bốn khu vực của thành phố. Một chính phủ Đức thống nhất đã tồn tại ở thành phố cho đến khi nó bị đổ vỡ vào năm 1948. Sau năm 1949, cả Tây Berlin và Đông Berlin (chính thức chỉ được gọi là Berlin) được hợp nhất tương ứng vào Cộng hòa Liên bang Đức và Cộng hòa Dân chủ Đức, mặc dù chúng không phải là phần lãnh thổ hợp pháp của hai quốc gia này.

### Länder tại Đông Đức
Tại khu vực Liên Xô chiếm đóng, năm Länder được thành lập  tương ứng với các bang và tỉnh trước đó. Tuy nhiên, tất cả lãnh thổ ở phía đông của đường Oder-Neisse được chuyển cho Ba Lan. Năm bang này gồm:
- Brandenburg được tạo thành từ phần lớn tỉnh cùng tên của Phổ
- Mecklenburg-Tây Pomerania (Mecklenburg-Vorpommern) được tạo thành từ bang Mecklenburg (thống nhất giữa Mecklenburg-Schwerin và Mecklenburg-Strelitz vào năm 1934) và các phần phía tây của tỉnh Pommern của Phổ
- Sachsen được phục hồi, nhưng được sáp nhập những phần cực tây của tỉnh Niederschlesien của Phổ
- Sachsen-Anhalt được tọa thành từ hầu hết tỉnh Sachsen của Phổ và Bang tự do Anhalt
- Thüringen được phục hồi ranh giới năm 1944, khi nó được bổ sung các vùng lãnh thổ của các tỉnh Sachsen và Hessen-Nassau láng giềng của Phổ.

Năm 1949, khu vực Liên Xô chiếm đóng trở thành Cộng hòa Dân chủ Đức. Năm Länder (và Đông Berlin, chỉ có bỏ phiếu tham vấn) tham gia nhánh lập pháp thông qua Länderkammer (Quốc hội), được lựa chọn bởi Landtage (Nghị viện bang). Tuy nhiên, Länder không cấu thành một nhà nước liên bang như Tây Đức mà là thực thể phân quyền của một nhà nước đơn nhất.

## Phân thànhBezirke

Bezirke của Cộng hòa Dân chủ Đức, 1952-1990

Xu hướng tập trung hóa tại Đông Đức nhanh chóng tăng tốc, đặc biệt là khi Đảng Xã hội chủ nghĩa Thống nhất Đức (SED), tức đảng nắm quyền, đã thông qua nguyên tắc Cộng sản tập trung dân chủ vào năm 1950. Năm 1952, SED tuyên bố thiết lập "chủ nghĩa xã hội trong một phương pháp kế hoạch". Bây giờ, Länder được coi là không còn phủ hợp với yêu cầu của thời kỳ mới. Ngày 23 tháng 7 năm 1952, một đạo luật kết hợp các quận/huyện (Kreise) thành các tỉnh (Bezirke), và sau đó, ngày 25 tháng 7 năm 1952, chính phủ đã chuyển giao nhiệm vụ hành chính cho các tỉnh mới.
Với luật này, Länder đã thực hiện giải thể, mặc dù chúng về mặt chính thức vẫn tồn tại và không có bất kỳ chức năgn chính trị hay hành chính nào. Länderkammer cũng vẫn tồn tại và các thành viên đã được bầu tiếp vào năm 1954 bằng các buổi họp kết hợp các Bezirkstage (hội đồng quận/huyện) tại mỗi Land và năm 1958 trực tiếp bởi các Bezirkstage. Tuy nhiên, ngày 8 tháng 12 năm 1958, Länderkammer chính thức bị giải thể và không có phản đối nào được trình lên.
14 tỉnh mới được tạo nên và không liên quan đến ranh giới của các bang trước đó, chúng được đặt tên theo thủ phủ của mình, từ bắc xuống nam: Rostock, Neubrandenburg, Schwerin, Potsdam, Frankfurt (Oder), Magdeburg, Cottbus, Halle, Leipzig, Erfurt, Dresden, Karl-Marx-Stadt (trước năm 1953 là Chemnitz), Gera và Suhl.
Do tình trạng đặc biệt, Đông Berlin ban đầu không được tính là một Bezirk nhưng nó đã được tuyên bố là "thành phố thủ đô của Cộng hòa Dân chủ Đức" (mặc dù về pháp lý, nó không hoàn toàn là một lãnh thổ của CHDC Đức). Năm 1961, sau khi xây dựng Bức tường Berlin, Đông Berlin được chính quyền Đông Đức công nhận là Bezirk Berlin.
Bezirke (với ngoại lệ là Berlin, chỉ bao gồm một đô thị) được chia thành các huyện (Landkreise) và quận (Stadtkreise):
| Bezirk           | Phân cấp |
| ---------------- | --- |
| Cottbus          | Quận: Cottbus |
| Cottbus          | Huyện: Bad Liebenwerda • Calau • Cottbus-Land • Finsterwalde • Forst • Guben (Wokrejs Gubin) • Herzberg • Hoyerswerda • Jessen • Luckau • Lübben • Senftenberg • Spremberg • Weißwasser |
| Dresden          | Quận: Dresden • Görlitz |
| Dresden          | Huyện: Bautzen • Bischofswerda • Dippoldiswalde • Dresden-Land • Freital • Görlitz-Land • Großenhain • Kamenz • Löbau • Meißen • Niesky • Pirna • Riesa • Sebnitz • Zittau |
| Erfurt           | Quận: Erfurt • Weimar |
| Erfurt           | Huyện: Apolda • Arnstadt • Eisenach • Erfurt-Land • Gotha • Heiligenstadt • Langensalza • Mühlhausen • Nordhausen • Sömmerda • Sondershausen • Weimar-Land |
| Frankfurt (Oder) | Quận: Frankfurt (Oder) • Eisenhüttenstadt • Schwedt/Oder |
| Frankfurt (Oder) | Huyện: Angermünde • Bad Freienwalde • Beeskow • Bernau • Eberswalde • Eisenhüttenstadt • Fürstenwalde • Seelow • Strausberg |
| Gera             | Quận: Gera • Jena |
| Gera             | Huyện: Eisenberg • Gera-Land • Greiz • Jena • Lobenstein • Pößneck • Rudolstadt • Saalfeld • Schleiz • Stadtroda • Zeulenroda |
| Halle            | Urban districts: Halle • Dessau • Halle-Neustadt (từ 12 tháng 5 năm 1967) |
| Halle            | Huyện: Artern • Aschersleben • Bernburg • Bitterfeld • Eisleben • Gräfenhainichen • Hettstedt • Hohenmölsen • Köthen • Merseburg • Naumburg • Nebra • Quedlinburg • Querfurt • Roßlau • Saalkreis • Sangerhausen • Weißenfels • Wittenberg • Zeitz |
| Karl-Marx-Stadt  | Quận: Karl-Marx-Stadt • Plauen • Zwickau • Johanngeorgenstadt (cho đến 1957) • Schneeberg (cho đến 1958) |
| Karl-Marx-Stadt  | Huyện: Annaberg • Aue • Auerbach • Brand-Erbisdorf • Flöha • Freiberg • Glauchau • Hainichen • Hohenstein-Ernstthal • Karl-Marx-Stadt-Land • Klingenthal • Marienberg • Oelsnitz • Plauen-Land • Reichenbach • Rochlitz • Schwarzenberg • Stollberg • Werdau • Zschopau • Zwickau-Land                                                                                   |
| Leipzig          | Quận: Leipzig |
| Leipzig          | Huyện: Altenburg • Borna • Delitzsch • Döbeln • Eilenburg • Geithain • Grimma • Leipzig-Land • Oschatz • Schmölln • Torgau • Wurzen |
| Magdeburg        | Quận: Magdeburg |
| Magdeburg        | Huyện: Burg • Gardelegen • Genthin • Halberstadt • Haldensleben • Havelberg • Kalbe (Milde) (cho đến thnags 12 năm 1987) • Klötze • Loburg (until June 1957) • Oschersleben • Osterburg • Salzwedel • Schönebeck • Seehausen (cho đến thnags 7 năm 1965) • Staßfurt • Stendal • Tangerhütte (cho đến tháng 12 năm 1987) • Wanzleben • Wernigerode • Wolmirstedt • Zerbst |
| Neubrandenburg   | Quận: Neubrandenburg (từ tháng 1 năm 1969) |
| Neubrandenburg   | Huyện: Altentreptow • Anklam • Demmin • Malchin • Neubrandenburg-Land • Neustrelitz • Pasewalk • Prenzlau • Röbel/Müritz • Strasburg • Templin • Teterow • Ueckermünde • Waren |
| Potsdam          | Quận: Potsdam • Brandenburg an der Havel |
| Potsdam          | Huyện: Belzig • Brandenburg • Gransee • Jüterbog • Königs-Wusterhausen • Kyritz • Luckenwalde • Nauen • Neuruppin • Oranienburg • Potsdam • Pritzwalk • Rathenow • Wittstock • Zossen |
| Rostock          | Quận: Rostock • Greifswald (từ tháng 1 năm 1974) • Stralsund • Wismar |
| Rostock          | Huyện: Bad Doberan • Greifswald Land • Grevesmühlen • Grimmen • Ribnitz-Damgarten • Rostock-Land • Rügen • Stralsund • Wismar • Wolgast |
| Schwerin         | Quận: Schwerin |
| Schwerin         | Huyện: Bützow • Gadebusch • Güstrow • Hagenow • Ludwigslust • Lübz • Parchim • Perleberg • Schwerin-Land • Sternberg |
| Suhl             | Quận: Suhl |
| Suhl             | Huyện: Bad Salzungen • Hildburghausen • Ilmenau • Meiningen • Neuhaus • Schmalkalden • Sonneberg • Suhl-Land |

## Phục hồi Länder

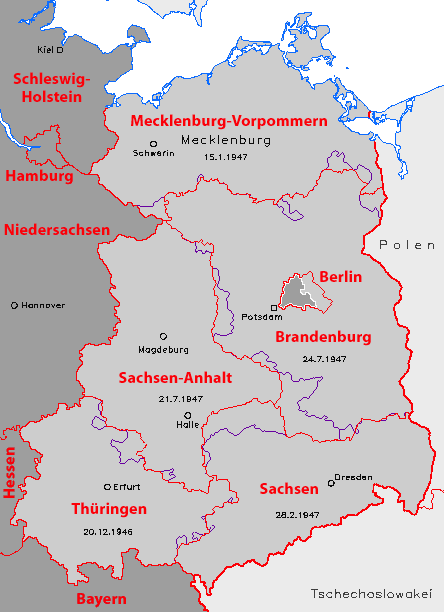
Länder phục hồi năm 1990 với rnah giới màu đỏ. Ranh giới màu xám là ranh giới năm 1952.

Ngay lập tức trước khi tái thống nhất nước Đức vào ngày 3 tháng 10 năm 1990, các Länder đã được tuyên bố phục hồi. Về lý thuyết, Länder sau đó gia nhập vào Cộng hòa Liên bang Đức.
Trên thực tế, các Länder phục hồi không tồn tại cho đến khi sau thống nhất: ngày 14 tháng 10 năm 1990, các cuộc bầu cử  Landtag (quốc hội bang) đã được tổ chức tại Brandenburg, Mecklenburg-Tây Vorpommern, Sachsen, Sachsen-Anhalt và Thüringen, bắt đầu hình thành nên chính quyền bang.
Do ranh giới của các khu vực đô thị không thể thay đổi hoàn toàn, và cũng cân nhắc đến tính thiết thực, lãnh thổ của các Länder phục hồi có phần khác biệt so với ranh giới trước 1952.
Sachsen, Sachsen-Anhalt ban đầu giữ lại các quận/huyện như các thực thể hành chính (Regierungsbezirke). Sachsen-Anhalt bãi bỏ chúng vào năm 2003, trong khi Sachsen chuyển đổi chúng vào năm 2008.